# Méthode Trachtenberg
Pour les articles homonymes, voir Trachtenberg.
 (octobre 2013).
Si vous disposez d'ouvrages ou d'articles de référence ou si vous connaissez des sites web de qualité traitant du thème abordé ici, merci de compléter l'article en donnant les références utiles à sa vérifiabilité et en les liant à la section « Notes et références ».
La méthode Trachtenberg est une méthode de calcul mental inventée par Jacow Trachtenberg et permettant d'effectuer rapidement des multiplications complexes par décompositions en calculs plus simples. Jacow Trachtenberg met au point cette méthode lors de son emprisonnement dans le camp de concentration d'Oranienbourg-Sachsenhausen. Selon lui, travailler sur l'élaboration de cette méthode l'a aidé à garder un esprit sain malgré l'enfermement.

## Remarques préliminaires
Remarque nº 1 : Dans une multiplication de deux nombres (facteurs), le premier facteur, celui qui demande à être multiplié, est appelé multiplicande et le second facteur est le multiplicateur. Le résultat de l'opération est le produit. Pour faire simple, si on veut multiplier un gros nombre par « X » fois, le gros nombre est le multiplicande et les « X » fois le multiplicateur.
Remarque nº 2 : Chiffre et nombre sont deux notions distinctes. Un nombre est écrit à l'aide de chiffres. Les astuces de calcul décrites ci-dessous se basent sur une technique simple qui consiste à considérer chaque chiffre du multiplicande en tant que nombre sur lequel on applique la règle énoncée. Par abus de langage, mais pour simplifier la compréhension des astuces, la suite de cet article n'emploiera que le terme chiffre dans son sens strict ou en remplacement du terme nombre.
Remarque nº 3 : Pour appliquer les astuces ci-dessous, il faut procéder au calcul des chiffres du produit de la droite vers la gauche (depuis les unités en remontant vers les chiffres de poids de plus en plus fort) à partir des chiffres du multiplicande dans le même ordre.
Remarque nº 4 : Il faut rajouter à gauche du multiplicande un nombre de zéros égal au nombre de chiffres dans le multiplicateur.
Ex. 1 : en multipliant 325 par 6, on prend 0325 par 6.
Ex. 2 : en multipliant 325 par 12, on prend 00325 par 12.
Remarque nº 5 : Quand on divise par deux un chiffre impair, on ne tient pas compte des chiffres après la virgule.
Ex. 1 : 3 / 2 = 1,5 donc 1
Ex. 2 : 7 / 2 =  3,5 donc 3

## Multiplication par des petits nombres

### Multiplication par 3
Règle : 
- Soustraire le chiffre des unités à 10, multiplier le résultat par deux et ajouter 5 s'il est impair.
- Soustraire les autres à 9 (un à la fois), multiplier par deux puis ajouter la moitié du voisin de droite (Attention, on ne prend pas en compte les chiffres après la virgule ; c'est une division entière). Ajouter ensuite 5 si le chiffre est impair.
  - Après chaque opération, noter le chiffre des unités du nombre ainsi obtenu et ajouter le chiffre des dizaines au nombre suivant.
- Une fois cela fait, écrire devant la suite de chiffres obtenue la moitié du chiffre le plus à gauche (du nombre de base ; c'est toujours une division entière), ajouter le dernier chiffre des dizaines que retenu et enfin lui soustraire 2.

Exemple 1
On veut calculer 5314 × 3 :
| On considère...            | donc on calcule                    | car...                                    | Résultat...                       | Retenue |
| -------------------------- | ---------------------------------- | ----------------------------------------- | --------------------------------- | ------- |
| le chiffre des unités 4    | (10 - 4) × 2 = 12                  | car 4 est pair                            | Le chiffre des unités est 2       | 1       |
| le chiffre des dizaines 1  | (9 - 1) × 2 + (4 / 2) + 5 + 1 = 24 | car 1 est impair et la retenue était de 1 | Le chiffre des dizaines est 4     | 2       |
| le chiffre des centaines 3 | (9 - 3) × 2 + (1 / 2) + 5 + 2 = 19 | car 3 est impair et la retenue était de 2 | Le chiffre des centaines est 9    | 1       |
| le chiffre des milliers 5  | (9 - 5) × 2 + (3 / 2) + 5 + 1 = 15 | car 5 est impair et la retenue était de 1 | Le chiffre des milliers est 5     | 1       |
| Il reste                   | (5 / 2) + 1 - 2 = 1                |                                           | Le chiffre des dix-milliers est 1 |         |

On obtient donc un résultat de 5314 × 3 = 15942.
Exemple 2
On veut calculer 3267 × 3 :
| On considère...            | donc on calcule                    | car...                                    | Résultat...                       | Retenue |
| -------------------------- | ---------------------------------- | ----------------------------------------- | --------------------------------- | ------- |
| le chiffre des unités 7    | (10 - 7) × 2 + 5 = 11              | car 7 est impair                          | Le chiffre des unités est 1       | 1       |
| le chiffre des dizaines 6  | (9 - 6) × 2 + (7 / 2) + 1 = 10     | car 6 est pair et la retenue était de 1   | Le chiffre des dizaines est 0     | 1       |
| le chiffre des centaines 2 | (9 - 2) × 2 + (6 / 2) + 1 = 18     | car 2 est pair et la retenue était de 1   | Le chiffre des centaines est 8    | 1       |
| le chiffre des milliers 3  | (9 - 3) × 2 + (2 / 2) + 5 + 1 = 19 | car 3 est impair et la retenue était de 1 | Le chiffre des milliers est 9     | 1       |
| Il reste                   | (3 / 2) + 1 - 2 = 0                |                                           | Le chiffre des dix-milliers est 0 |         |

On obtient donc un résultat de 3267 × 3 = 09801 = 9801.
Exemple 3
On veut calculer 189 × 3 :
| On considère...            | donc on calcule                | car...                                    | Résultat...                    | Retenue |
| -------------------------- | ------------------------------ | ----------------------------------------- | ------------------------------ | ------- |
| le chiffre des unités 9    | (10 - 9) × 2 + 5 = 7           | car 9 est impair                          | Le chiffre des unités est 7    | 0       |
| le chiffre des dizaines 8  | (9 - 8) × 2 + (9 / 2) + 0 = 6  | car 8 est pair et la retenue était de 0   | Le chiffre des dizaines est 6  | 0       |
| le chiffre des centaines 1 | (9 - 1) × 2 + (8 / 2) + 5 = 25 | car 1 est impair et la retenue était de 0 | Le chiffre des centaines est 5 | 2       |
| Il reste                   | (1 / 2) + 2 - 2 = 0            |                                           | Le chiffre des milliers est 0  |         |

On obtient donc un résultat de 189 × 3 = 0567 = 567.

### Multiplication par 4
Règle :
- Soustraire le dernier chiffre de 10 et ajouter 5 s'il est impair.
- Soustraire les autres de 9 et ajouter la moitié du voisin de droite et ajouter 5 si le chiffre est impair.
- Prendre la moitié du chiffre de gauche et lui soustraire 1.

Exemple 1
On veut calculer 5314 × 4 :
| On considère...            | donc on calcule                | car...                                    | Résultat...                       | Retenue |
| -------------------------- | ------------------------------ | ----------------------------------------- | --------------------------------- | ------- |
| le chiffre des unités 4    | (10 - 4) = 6                   | car 4 est pair                            | Le chiffre des unités est 6       | 0       |
| le chiffre des dizaines 1  | (9 - 1) + (4 / 2) + 5 + 0 = 15 | car 1 est impair et la retenue était de 0 | Le chiffre des dizaines est 5     | 1       |
| le chiffre des centaines 3 | (9 - 3) + (1 / 2) + 5 + 1 = 12 | car 3 est impair et la retenue était de 1 | Le chiffre des centaines est 2    | 1       |
| le chiffre des milliers 5  | (9 - 5) + (3 / 2) + 5 + 1 = 11 | car 1 est impair et la retenue était de 1 | Le chiffre des milliers est 1     | 1       |
| Il reste                   | (5 / 2) + 1 - 1 = 2            |                                           | Le chiffre des dix-milliers est 2 |         |

On obtient donc un résultat de 5314 × 4 = 21256.
Exemple 2
On veut calculer 3267 × 4 :
| On considère...            | donc on calcule                | car...                                    | Résultat...                       | Retenue |
| -------------------------- | ------------------------------ | ----------------------------------------- | --------------------------------- | ------- |
| le chiffre des unités 7    | (10 - 7) +5 = 8                | car 7 est impair                          | Le chiffre des unités est 8       | 0       |
| le chiffre des dizaines 6  | (9 - 6) + (7 / 2) + 0 = 6      | car 6 est pair et la retenue était de 0   | Le chiffre des dizaines est 6     | 0       |
| le chiffre des centaines 2 | (9 - 2) + (6 / 2) + 0 = 10     | car 2 est pair et la retenue était de 0   | Le chiffre des centaines est 0    | 1       |
| le chiffre des milliers 3  | (9 - 3) + (2 / 2) + 5 + 1 = 13 | car 3 est impair et la retenue était de 1 | Le chiffre des milliers est 3     | 1       |
| Il reste                   | (3 / 2) + 1 - 1 = 1            |                                           | Le chiffre des dix-milliers est 1 |         |

On obtient donc un résultat de 3267× 4 = 13068.

### Multiplication par 5
Règle : La moitié du voisin de droite, + 5 si le chiffre est impair. Si le multiplicande est impair, recopier 5, s'il est pair recopier 0.
Énoncée d'une manière différente : Chaque chiffre du produit est égal à la moitié du voisin de droite du chiffre du multiplicande occupant la même position, augmenté de 5 si ce dernier est impair. Si le multiplicande est impair, recopier 5, s'il est pair recopier 0.
Exemple 1
On veut calculer 413 × 5.
| On considère...            | donc on calcule     | car...             | Résultat...                | Retenue |
| -------------------------- | ------------------- | ------------------ | -------------------------- | ------- |
| le chiffre des centaines 4 | 4 ÷ 2 = 2           |                    | Le chiffre de gauche est 2 |         |
| le chiffre des dizaines 1  | 1 ÷ 2 = 0           | car 4 est pair     | Le chiffre suivant est 0   |         |
| le chiffre des unités 3    | 3 ÷ 2 = 1 1 + 5 = 6 | car 1 est impair   | Le chiffre suivant est 6   | 5       |
| le chiffre 5               | -                   | car 413 est impair | Le chiffre suivant est 5   |         |

Le résultat final est donc 413 × 5 = 2065.
Exemple 2
On veut calculer 812 × 5 :
| On considère...            | donc on calcule     | car...           | Résultat...                | Retenue |
| -------------------------- | ------------------- | ---------------- | -------------------------- | ------- |
| le chiffre des centaines 8 | 8 ÷ 2 = 4           |                  | Le chiffre de gauche est 4 |         |
| le chiffre des dizaines 1  | 1 ÷ 2 = 0           | car 8 est pair   | Le chiffre suivant est 0   |         |
| le chiffre des unités 2    | 2 ÷ 2 = 1 1 + 5 = 6 | car 1 est impair | Le chiffre suivant est 6   | 0       |
| le chiffre 0               | -                   | car 812 est pair | Le chiffre suivant est 0   |         |

Le résultat final est donc 812 × 5 = 4060.
Exemple 3
On veut calculer 5036 × 5 :
| On considère...            | donc on calcule     | car...            | Résultat...                | Retenue |
| -------------------------- | ------------------- | ----------------- | -------------------------- | ------- |
| le chiffre des milliers 5  | 5 ÷ 2 = 2           |                   | Le chiffre de gauche est 2 |         |
| le chiffre des centaines 0 | 0 ÷ 2 = 0 0 + 5 = 5 | car 5 est impair  | Le chiffre suivant est 5   |         |
| le chiffre des dizaines 3  | 3 ÷ 2 = 1           | car 0 est pair    | Le chiffre suivant est 1   | 0       |
| le chiffre des unités 6    | 6 ÷ 2 = 3 3 + 5 = 8 | car 3 est impair  | Le chiffre suivant est 8   | 0       |
| le chiffre 0               | -                   | car 5036 est pair | Le chiffre suivant est 0   |         |

Le résultat final est donc 5036 x 5 = 25180.

### Multiplication par 6
Règle : Ajouter la moitié du voisin de droite à chaque chiffre, plus 5 si le chiffre est impair et l'éventuelle retenue du rang immédiatement inférieur.
Exemple 1 : 5314 × 6 = ?
```
On commence par rajouter un 0 à gauche de 5314 ⇒ 05314 (remarque nº 4)
On commence par la droite (remarque nº 3)
4 (n'a pas de voisin de droite) ⇒ 
4

1 + (4 : 2) + 5 (car "1" est impair) = 
8

3 + (1 : 2) + 5 (car "3" est impair) = 
8
 
5 + (3 : 2) + 5 (car "5" est impair) = 11 ⇒ 
1
 et retenue de 1
0 + (5 : 2) + 1 (retenue précédente) = 
3

résultat de 31884
```

Exemple 2 : 3267 × 6 = ?
```
On rajoute un 0 à gauche de 3267 ⇒ 03267 (remarque nº 4)
7 (n'a pas de voisin de droite) + 5 (car "7" est impair) = 12 ⇒ 
2
 et retenue de 1
6 + (7 : 2) + 1 (retenue précédente) = 10 ⇒ 
0
 et retenue de 1
2 + (6 : 2) + 1 (retenue précédente) = 
6
 
3 + (2 : 2) + 5 (car "3" est impair) = 
9
 
0 + (3 : 2) = 
1

résultat de 19602
```

### Multiplication par 7
Règle : Doubler chaque chiffre et ajouter la moitié du voisin de droite, + 5 si le chiffre est impair.
Exemple 1 : 5314 × 7 = ?
```
On commence par rajouter un 0 à gauche de 5314 ⇒ 05314 (remarque nº 4)
4 * 2 = 
8

1 * 2 + (4 : 2) + 5 (car "1" est impair) = 
9

3 * 2 + (1 : 2) + 5 (car "3" est impair) = 11 ⇒ 
1
 et retenue de 1
5 * 2 + (3 : 2) + 5 (car "5" est impair) + 1 (de retenue) = 17 ⇒ 
7
 et retenue de 1
0 * 2 + (5 : 2) + 1 (retenue précédente) = 
3

résultat de 37198
```

Exemple 2 : 3267 × 7 = ?
```
On commence par rajouter un 0 à gauche de 3267 ⇒ 03267 (remarque nº 4)
7 * 2 + 5 (car "7" est impair) = 19 ⇒ 
9
 et retenue de 1
6 * 2 + (7 : 2) + 1 (de retenue) = 16 ⇒ 
6
 et retenue de 1
2 * 2 + (6 : 2) + 1 (de retenue) = 
8
 
3 * 2 + (2 : 2) + 5 (car "3" est impair) = 12 ⇒ 
2
 et retenue de 1
0 * 2 + (3 : 2) + 1 (retenue précédente) = 
2

résultat de 22869
```

### Multiplication par 8
Règle : Soustraire le dernier chiffre de 10 et doubler le résultat. Soustraire les autres chiffres de 9. Doubler le résultat et ajouter au voisin de droite. Enlever 2 au premier chiffre.
Exemple 1 : 5314 × 8 = ?
```
(10 - 4) * 2 = 12 ⇒ 
2
 et retenue de 1
(9 - 1) * 2 + 4 + 1 (retenue) = 21 ⇒ 
1
 et retenue de 2
(9 - 3) * 2 + 1 + 2 (de retenue) = 15 ⇒ 
5
 et retenue de 1
(9 - 5) * 2 + 3 + 1 (de retenue) = 12 ⇒ 
2
 et retenue de 1
(5 - 2) + 1 (de retenue) = 
4

résultat de 42512
```

Exemple 2 : 3267 × 8 = ?
```
(10 - 7) * 2 = 
6
 
(9 - 6) * 2 + 7 = 13 ⇒ 
3
 et retenue de 1
(9 - 2) * 2 + 6 + 1 (de retenue) = 21 ⇒ 
1
 et retenue de 2
(9 - 3) * 2 + 2 + 2 (de retenue) = 16 ⇒ 
6
 et retenue de 1
(3 - 2) + 1 (de retenue) = 
2

résultat de 26136
```

### Multiplication par 9
Règle : Soustraire le dernier chiffre de 10, soustraire les autres de 9 et ajouter le résultat au voisin de droite. Soustraire 1 au premier chiffre.
Exemple 1 : 5314 × 9 = ?
```
(10 - 4) = 
6
 
(9 - 1) + 4 = 12 ⇒ 
2
 et retenue de 1
(9 - 3) + 1 + 1 (de retenue) = 
8

(9 - 5) + 3 = 
7
 
(5 - 1)  = 
4

résultat de 47826
```

Exemple 2 : 3267 × 9 = ?
```
(10 - 7) = 
3
 
(9 - 6) + 7 = 10 ⇒ 
0
 et retenue de 1
(9 - 2) + 6 + 1 (de retenue) = 14 ⇒ 
4
 et retenue de 1
(9 - 3) + 2 + 1 (de retenue) = 
9

(3 - 1) = 
2

Résultat de 29403
```

### Multiplication par 10
Règle : Rajouter un 0 à droite.

### Multiplication par 11
Règle : Recopier le dernier chiffre. Additionner 2 par 2 les chiffres voisins. Recopier le premier chiffre du multiplicande. Ajouter l'éventuelle retenue du calcul précédent.
Exemple : 3 422 × 11 = 37 642
```
Recopier 
2
.
2 + 2 = 
4

4 + 2 = 
6

3 + 4 = 
7

Recopier 
3
```

Exemple : 5 781 × 11 = 63 591
```
Recopier 
1
.
8 + 1 = 
9

7 + 8 = 15, on retient le 
5
 et on ajoutera une retenue au calcul suivant
5 + 7 = 12 + 1 = 13, on retient le 
3
 et on ajoutera une retenue au calcul suivant
5 + 1 (retenue) = 
6
```

### Multiplication par 12
Règle : Doubler chaque chiffre avant de l'ajouter à son voisin de droite ( en partant de la droite ). Recopier le premier chiffre (plus éventuellement la retenue).
Exemple 1 : 314 × 12 = 3 768
```
4 * 2 = 
8

1 * 2 + 4 = 
6

3 * 2 + 1 = 
7

Recopier 
3
```

Exemple 2 : 5267 × 12 = ?
```
7 * 2 = 14 ⇒ 
4
 et retenue de 1
6 * 2 + 7 + 1 (de retenue) = 20 ⇒ 
0
 et 2 de retenue
2 * 2 + 6 + 2 (de retenue)= 12 ⇒ 
2
 et 1 de retenue
5 * 2 + 2 + 1 (de retenue) = 13 ⇒ 
3
 et retenue de 1 
Recopier 5 + 1 (de retenue) = 
6

Résultat de 63204
```

### Multiplication par 13
Règle : Tripler chaque chiffre avant de l'ajouter à son voisin de droite. Recopier le premier chiffre (plus éventuellement la retenue).
Exemple 1 : 321 × 13 = 4 173
```
1 * 3 = 
3

2 * 3 + 1 = 
7

3 * 3 + 2 = 11 ⇒ 
1
 et retenue de 1
Recopier 3 + 1 (de retenue) = 
4
```

Exemple 2 : 1247 × 13 = ?
```
7 * 3 = 21 ⇒ 
1
 et retenue de 2
4 * 3 + 7 + 2 (de retenue) = 21 ⇒ 
1
 et 2 de retenue
2 * 3 + 4 + 2 (de retenue)= 12 ⇒ 
2
 et 1 de retenue
1 * 3 + 2 + 1 (de retenue) = 
6

Recopier 1
Résultat de 16211
```

## Produit en croix

### Nombres à deux chiffres
Pour multiplier ab par cd, on calcule de droite à gauche bd, ad+bc (le « produit en croix ») et ac, et on les additionne en tenant compte des décalages.
Exemple : 47 x 53 = ?
```
7 * 3 = 21 ⇒ 
1
 et retenue de 2
4 * 3 + 7 * 5 + 2 (de retenue) = 49 ⇒ 
9
 et retenue de 4
4 * 5 + 4 (de retenue) = 24 
Résultat  : 2491
```

### Nombres à trois chiffres
Pour multiplier abc par def, on calcule de droite à gauche cf, bf+ce, af+be+cd, ae+bd (les « produits en croix ») et ad, et on les additionne en tenant compte des décalages.
Exemple : 247 x 153 = ?
```
7 * 3 = 21 ⇒ 
1
 et retenue de 2
4 * 3 + 7 * 5 + 2 (de retenue) = 49 ⇒ 
9
 et retenue de 4
2 * 3 + 4 * 5 + 7 * 1 + 4 (de retenue) = 37 ⇒ 
7
 et retenue de 3
2 * 5 + 4 * 1 + 3 (de retenue) = 17 ⇒ 
7
 et retenue de 1
2 * 1 + 1 (de retenue) = 
3

Résultat  : 37791
```

## Référence
(en) J. Trachtenberg, The Trachtenberg Speed System of Basic Mathematics. Doubleday and Company, Inc., Garden City, NY, USA (1960).